# Andrew Lonergan
Andrew Michael Lonergan (Preston, Inglaterra, Reino Unido, 19 de octubre de 1983) es un futbolista inglés que juega de guardameta en el Wigan Athletic F. C. de la League One, donde también es el entrenador de porteros.

## Trayectoria
Comenzó su carrera en las inferiores del Preston North End, y ya en el primer equipo se estableció como el portero titular del equipo en la temporada 2004-05. En Preston ganó el premio a jugador del año del club en la temporada 2008-09 y 2009-10. En enero de 2011 anotó un gol de meta a meta al Leicester City, el encuentro terminó 1-1.
Fichó por el Leeds United en julio de 2011 para cubrir la salida de Kasper Schmeichel del equipo. A pesar de que firmó contrato por tres años, fichó por el Bolton Wanderers en julio de 2012, donde disputó la titularidad con Ádám Bogdán. Dejó Bolton en junio de 2015.
Para la temporada 2015-16 se unió al Fulham, en ese entonces en la Championship, donde ganó titularidad tras la lesión de Marcus Bettinelli.
Luego de un regreso a Leeds United, fichó por Middlesbrough en 2018 donde fue enviado a préstamo al Rochdale en febrero de 2019. Fue liberado del club al término de la temporada 2018-19.
En julio de 2019 el Liverpool de la Premier League anunció el fichaje del guardameta para cubrir al lesionado Alisson Becker y la salida de Simon Mignolet al Brujas. Estuvo en la banca de suplentes en la obtención Supercopa de Europa de 2019.
A pesar de no debutar oficialmente por el Liverpool, formó parte del plantel que ganó la Supercopa de Europa 2019 y la Copa Mundial de Clubes de la FIFA 2019 en la primera mitad del año. Tampoco logró debutar en la Premier League que Liverpool ganaría esa temporada, el entrenador Jürgen Klopp entregó la medalla de campeonato personalmente al portero, y junto a su cuerpo técnico agradecieron su contribución en los entrenamientos y su trabajo como mentor a los jóvenes guardametas como Caoimhín Kelleher. Fue liberado del club al término de la temporada.
Debido a las bajas que sufría el equipo en la portería, en diciembre de 2020 firmó con el Stoke City F. C., donde estuvo un mes antes de marcharse al West Bromwich Albion F. C. hasta final de temporada. No renovó su contrato y abandonó el club al término de la misma. Entonces se marchó al Everton F. C., firnmando a mediados de agosto para toda la temporada. Finalmente estuvo en este equipo hasta junio de 2024, cuando fichó por el Wigan Athletic F. C. donde también iba a ejercer de entrenador de porteros.

## Selección nacional
Andrew es seleccionable para jugar por Inglaterra o la República de Irlanda.
Fue internacional por la selección de Irlanda en la categoría sub-16 y por la selección de Inglaterra en la categoría sub-20, con esta última disputó la Copa Mundial de Fútbol Sub-20 de 2003.

## Clubes
| Club                               | País       | Año       |
| ---------------------------------- | ---------- | --------- |
| Preston North End F. C.            | Inglaterra | 2000-2011 |
| Darlington F. C. (préstamo)        | Inglaterra | 2002      |
| Blackpool F. C. (préstamo)         | Inglaterra | 2003      |
| Wycombe Wanderers F. C. (préstamo) | Inglaterra | 2005      |
| Swindon Town F. C. (préstamo)      | Inglaterra | 2006      |
| Leeds United F. C.                 | Inglaterra | 2011-2012 |
| Bolton Wanderers F. C.             | Inglaterra | 2012-2015 |
| Fulham F. C.                       | Inglaterra | 2015-2016 |
| Wolverhampton Wanderers F. C.      | Inglaterra | 2016-2017 |
| Leeds United F. C.                 | Inglaterra | 2017-2018 |
| Middlesbrough F. C.                | Inglaterra | 2018-2019 |
| Rochdale A. F. C. (préstamo)       | Inglaterra | 2019      |
| Liverpool F. C.                    | Inglaterra | 2019-2020 |
| Stoke City F. C.                   | Inglaterra | 2020-2021 |
| West Bromwich Albion F. C.         | Inglaterra | 2021      |
| Everton F. C.                      | Inglaterra | 2021-2024 |
| Wigan Athletic F. C.               | Inglaterra | 2024-     |

## Palmarés

### Títulos nacionales
| Título         | Club            | País       | Año  |
| -------------- | --------------- | ---------- | ---- |
| Premier League | Liverpool F. C. | Inglaterra | 2020 |

### Títulos internacionales
| Título                 | Club            | Sede     | Año  |
| ---------------------- | --------------- | -------- | ---- |
| Supercopa de Europa    | Liverpool F. C. | Estambul | 2019 |
| Copa Mundial de Clubes | Liverpool F. C. | Catar    | 2019 |